# Heinrich Duhme
Heinrich Duhme (* 16. November 1894 in Rheine; † 25. Oktober 1944 in Bruchsal) war ein deutscher Eisenbahner und ein Opfer der NS-Kriegsjustiz.

## Leben und Wirken
Duhme war der Sohn eines Textilarbeiters. Nach der Schulzeit arbeitete Duhme in der Textilindustrie, später im Tiefbau. Ab 1915 nahm er am Ersten Weltkrieg teil, in dem er schwer verwundet wurde. Seit 1918 stand er als Betriebsarbeiter in Rheine im Dienst zunächst der Preußischen Staatseisenbahnen, ab 1920 der Deutschen Reichsbahn. Für diese blieb er bis Sommer 1943 tätig.
Politisch stand Duhme der SPD nahe, gehörte ihr aber nicht an. Allerdings war er Mitglied des SPD-nahen Deutschen Eisenbahnerverbandes sowie des Arbeiterradfahrerbundes „Solidarität“. In letzterem leitete er bis 1933 den Bezirk 8 (Münsterland und Nordhorn) innerhalb des Gaues Westfalen. Über den Radfahrbund Solidarität kam Duhme auch mit dem Speditionsarbeiter Gerhard Luther (1897–1944) in Kontakt, der in diesem als Orts- und Bezirksgruppenfahrtwart aktiv war.
Als sich 1943 die deutsche Kriegsniederlage immer deutlicher abzeichnete, trat der sowjetische Agent Franz Zielasko an Duhme heran. Zielasko, ein früherer deutscher Kommunist, der 1932 in die Sowjetunion emigriert war, war im März 1943 mit dem Fallschirm im deutsch besetzten Polen abgesetzt worden und von dort ins Ruhrgebiet zurückgekehrt, um dort im Auftrag der Komintern eine innerdeutsche Widerstandsorganisation aufzubauen, die den Zusammenbruch des NS-Staates durch die Ergänzung der äußeren Angriffe der Alliierten durch innere Zersetzungsarbeit beschleunigen sollte. Auch Duhme und Luther, die er aus der Zeit vor seiner Emigration kannte, versuchte er für die von ihm aufzubauende kommunistische Widerstandszelle zu gewinnen. Beide lehnten eine Mitarbeit im kommunistischen Untergrund ab, boten Zielasko aber mehrfach die Möglichkeit, in ihren Wohnungen zu übernachten, und gaben ihm auch etwas Geld.
Nachdem Zielasko im Juli 1943 von der Gestapo verhaftet worden war, gelang es dieser allmählich, einen großen Teil der Personen, mit denen er seit seiner Rückkehr ins Ruhrgebiet in Kontakt getreten war, zu identifizieren. Auch die Verbindung von Duhme und Luther zu dem Sowjet-Agenten wurde daher schließlich bekannt: Die beiden wurden am 23. August 1943 verhaftet. Sie kamen zunächst ins Polizeigefängnis Gelsenkirchen, dann nach Gladbeck, wo sie wegen des Verdachtes, sich der Vorbereitung zum Hochverrat schuldig gemacht zu haben, vernommen wurden. Nach Abgabe ihrer Fälle an den Volksgerichtshof im Januar 1944 wurden Duhme und Luther ins Zuchthaus Amberg bei Nürnberg überstellt.
Der Prozess gegen die beiden vor dem Volksgerichtshof fand am 19. Juli 1944 in Nürnberg statt. Duhme und Luther wurde vorgeworfen, dass sie Zielasko in seinen Aktivitäten unterstützt hätten, indem sie ihm Übernachtungen, Geldzuwendungen und Informationen gewährt hätten und dadurch Vorbereitung zum Hochverrat und Feindbegünstigung begangen hätten. Beide wurden für schuldig befunden und zum Tode verurteilt.
Nachdem Gnadengesuche abgelehnt worden waren – und Pläne, die Männer in München und dann in Stuttgart hinzurichten, daran gescheitert waren, dass die dortigen Gefängnisse bzw. Richtmaschinen bei alliierten Fliegerangriffen zerstört worden waren –, wurden Duhme und Luther am 25. Oktober 1944 in der Hinrichtungsstätte des Strafgefängnisses Bruchsal mit dem Fallbeil hingerichtet.